# Prémios Princesa das Astúrias

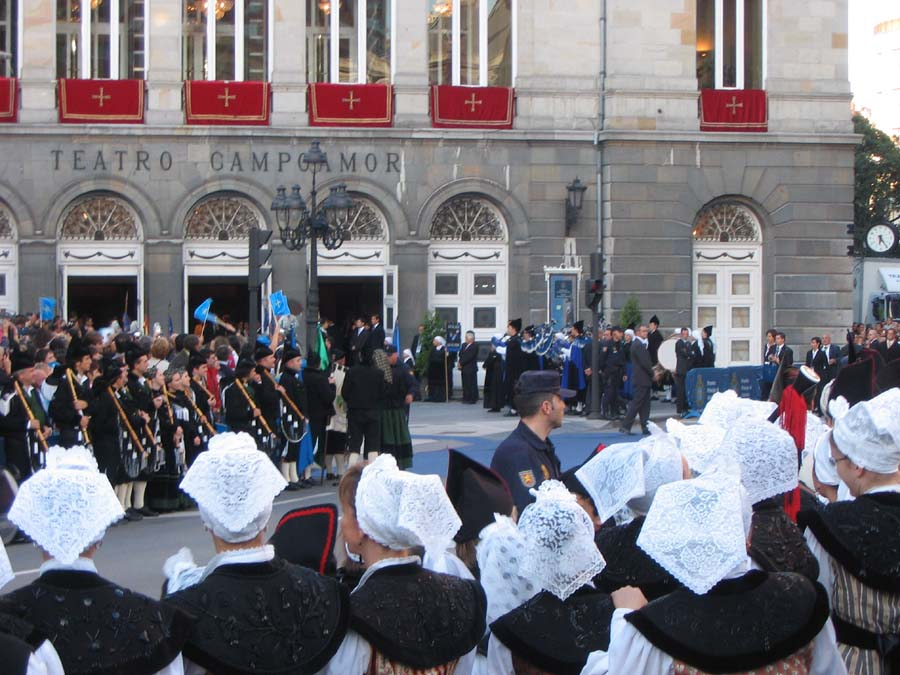
Entrada do Teatro Campoamor durante a edição de entrega dos prémios em 2005

Os Prémios Princesa das Astúrias (português europeu) ou Prêmios Princesa das Astúrias (português brasileiro) (em castelhano:  Premios Princesa de Asturias, em asturiano:  Premios Princesa d'Asturies), denominados entre 1981 e 2014 Prémios Príncipe das Astúrias, são uma série de prémios anuais atribuídos em Espanha pela Fundação Princesa das Astúrias (anteriormente denominada Fundação Príncipe das Astúrias) a pessoas, entidades ou organizações de qualquer parte do mundo que tenham alcançado feitos notáveis nas áreas das ciências, humanidades ou vida pública.
O prémio foi instituído em 24 de setembro de 1980 pelo então Filipe, Príncipe das Astúrias, herdeiro ao trono de Espanha, com o objetivo de "consolidar a ligação entre o principado e o Príncipe das Astúrias e de contribuir para encorajar e promover os valores científicos, culturais e humanistas que são parte da herança universal da humanidade". Os prémios são atribuídos no Teatro Campoamor em Oviedo, capital do Principado das Astúrias. Aos galardoados é oferecida uma escultura do artista espanhol Joan Miró, criada especificamente para a cerimónia.
Com a ascensão ao trono de Felipe VI como rei de Espanha, em 19 de junho de 2014, a fundação e os prémios foram renomeados para "Prémios Princesa das Astúrias", de acordo com o género da nova herdeira ao trono espanhol, Leonor, Princesa das Astúrias.
Em 2015, a Wikipédia recebeu o prémio na categoria de Cooperação Internacional.

## Laureados[3]

### Artes
- 1981: Jesús López Cobos
- 1982: Pablo Serrano
- 1983: Eusebio Sempere
- 1984: Orfeón Donostiarra
- 1985: Antonio López García
- 1986: Luis García Berlanga
- 1987: Eduardo Chillida
- 1988: Jorge Oteiza
- 1989: Oscar Niemeyer
- 1990: Antonio Tàpies
- 1991: Alfredo Kraus, Josep Carreras, Teresa Berganza, Pilar Lorengar, Plácido Domingo, Montserrat Caballé e Victoria de los Angeles
- 1992: Roberto Matta
- 1993: Francisco Javier Sáenz de Oiza
- 1994: Alicia de Larrocha
- 1995: Fernando Fernán-Gómez
- 1996: Joaquín Rodrigo
- 1997: Vittorio Gassmann
- 1998: Sebastião Salgado
- 1999: Santiago Calatrava
- 2000: Barbara Hendricks
- 2001: Krzysztof Penderecki
- 2002: Woody Allen
- 2003: Miquel Barceló
- 2004: Paco de Lucía
- 2005: Maya Plisetskaya e Tamara Rojo
- 2006: Pedro Almodóvar
- 2007: Bob Dylan
- 2008: Sistema venezuelano de orquestras infantis e juvenis
- 2009: Norman Foster
- 2010: Richard Serra
- 2011: Riccardo Muti
- 2012: Rafael Moneo
- 2013: Michael Haneke
- 2014: Frank Gehry
- 2015: Francis Ford Coppola
- 2016: Núria Espert
- 2017: William Kentridge
- 2018: Martin Scorsese
- 2019: Peter Brook
- 2020: Ennio Morricone e John Williams
- 2021: Marina Abramović
- 2022: Carmen Linares e María Pagés
- 2023: Meryl Streep
- 2024: Joan Manuel Serrat
- 2025: Graciela Iturbide

### Comunicação e Humanidades
- 1981: María Zambrano
- 1982: Mario Bunge
- 1983: Jornal El País
- 1984: Claudio Sánchez Albornoz
- 1985: José Ferrater Mora
- 1986: Rede Globo
- 1987: Jornal El Espectador e jornal El Tiempo
- 1988: Horacio Sáenz Guerrero
- 1989: Fundo de Cultura Económica do México e Pedro Laín Entralgo
- 1990: Universidad Centroamericana José Simeón Cañas
- 1991: Luis María Anson
- 1992: Emilio García Gómez
- 1993: Vuelta the Review
- 1994: Missões espanholas no Ruanda e Burundi
- 1995: José Luis López Aranguren e agência EFE
- 1996: Indro Montanelli e Julián Marías
- 1997: CNN e Václav Havel
- 1998: Reinhard Mohn
- 1999: Instituto Caro y Cuervo
- 2000: Umberto Eco
- 2001: George Steiner
- 2002: Hans Magnus Enzensberger
- 2003: Ryszard Kapuscinski e Gustavo Gutiérrez Merino
- 2004: Jean Daniel
- 2005: Alliance Française, Società Dante Alighieri, British Council, Goethe-Institut, Instituto Cervantes e Instituto Camões
- 2006: National Geographic Society
- 2007: Revistas Nature e Science
- 2008: Motor de busca Google
- 2009: Universidad Nacional Autónoma de México
- 2010: Alain Touraine e Zygmunt Bauman
- 2011: Royal Society
- 2012: Shigeru Miyamoto
- 2013: Annie Leibovitz
- 2014: Quino
- 2015: Emilio Lledó Íñigo
- 2016: James Nachtwey
- 2017: Les Luthiers
- 2018: Alma Guillermoprieto
- 2019: Museo del Prado
- 2020: Feria Internacional del Libro de Guadalajara e Hay Festival de Literatura e Artes
- 2021 Gloria Steinem
- 2022 Adam Michnik
- 2023 Nuccio Ordine
- 2024 Marjane Satrapi
- 2025 Byung-Chul Han

### Cooperação Internacional
- 1981: José López Portillo
- 1982: Enrique V. Iglesias
- 1983: Belisario Betancur
- 1984: Contadora Group
- 1985: Raúl Alfonsín
- 1986: Universidade de Salamanca e Universidade de Coimbra
- 1987: Javier Pérez de Cuellar
- 1988: Oscar Arias
- 1989: Jacques Delors e Mikhail Gorbachev
- 1990: Hans Dietrich Genscher
- 1991: ACNUR (Alto Comissariado das Nações Unidas para os Refugiados)
- 1992: Nelson Mandela e Frederik Willem de Klerk
- 1993: Capacetes azuis da ONU na antiga Jugoslávia
- 1994: Yasser Arafat e Yitzhak Rabin
- 1995: Mário Soares
- 1996: Helmut Kohl
- 1997: Governo da Guatemala e Unidad Revolucionaria Nacional Gutemalteca
- 1998: Fatiha Boudiaf, Olayinka Koso-Thomas, Graça Machel, Rigoberta Menchú, Fatana Ishaq Gailani, Emma Bonino e Somaly Mam
- 1999: Pedro Duque, John Glenn, Chiaki Mukai e Valery Polyakov
- 2000: Fernando Henrique Cardoso
- 2001: Estação espacial international
- 2002: Scientific Committee on Antarctic Research
- 2003: Luiz Inácio Lula da Silva
- 2004: Programa Erasmus da União Europeia
- 2005: Simone Veil
- 2006: Bill and Melinda Gates Foundation
- 2007: Al Gore
- 2008: Ifakara Health Research and Development Centre (Tanzânia), Malaria Research and Training Centre (Mali), Kintampo Health Research Centre (Gana) e Centro de Investigação em Saúde de Manhiça (Moçambique)
- 2009: Organização Mundial da Saúde
- 2010: The Transplantation Society e Organización Nacional de Trasplantes.
- 2011: Bill Drayton.
- 2012: Movimento Internacional da Cruz Vermelha e do Crescente Vermelho
- 2013: Sociedade Max Planck
- 2014: Programa Fulbright
- 2015: Wikipédia
- 2016: Convenção-Quadro das Nações Unidas sobre a Mudança do Clima e Acordo de Paris
- 2017: The Hispanic Society of America
- 2018: Amref Health Africa
- 2019: Salman Khan e Khan Academy
- 2020: GAVI Alliance
- 2021: Camfed
- 2022: Ellen MacArthur
- 2023: Iniciativa Medicamentos para Doenças Negligenciadas
- 2024: Organização dos Estados Ibero-americanos para a Educação, a Ciência e a Cultura (OEI)
- 2025: Mario Draghi

### Letras
- 1981: José Hierro
- 1982: Miguel Delibes e Gonzalo Torrente Ballester
- 1983: Juan Rulfo
- 1984: Pablo García Baena
- 1985: Angel González
- 1986: Mario Vargas Llosa e Rafael Lapesa
- 1987: Camilo José Cela
- 1988: José Angel Valente e Carmen Martín Gaite
- 1989: Ricardo Gullón
- 1990: Arturo Uslar Pietri
- 1991: Povo de Porto Rico
- 1992: Francisco Morales Nieva
- 1993: Claudio Rodríguez
- 1994: Carlos Fuentes
- 1995: Carlos Bousoño
- 1996: Francisco Umbral
- 1997: Alvaro Mutis
- 1998: Francisco Ayala
- 1999: Günter Grass
- 2000: Augusto Monterroso
- 2001: Doris Lessing
- 2002: Arthur Miller
- 2003: Fatema Mernissi e Susan Sontag
- 2004: Claudio Magris
- 2005: Nélida Piñón
- 2006: Paul Auster
- 2007: Amos Oz
- 2008: Margaret Atwood
- 2009: Ismail Kadaré
- 2010: Amin Maalouf
- 2011: Leonard Cohen [4]
- 2012: Philip Roth
- 2013: Antonio Muñoz Molina
- 2014: John Banville
- 2015: Leonardo Padura
- 2016: Richard Ford
- 2017: Adam Zagajewski
- 2018: Fred Vargas
- 2019: Siri Hustvedt
- 2020: Anne Carson
- 2021: Emmanuel Carrère
- 2022: Juan Mayorga
- 2023: Haruki Murakami
- 2024: Ana Blandiana
- 2025: Eduardo Mendoza

### Ciências Sociais
- 1981: Román Perpiñá
- 1982: Antonio Domínguez Ortiz
- 1983: Julio Caro Baroja
- 1984: Eduardo García de Enterría
- 1985: Ramón Carande Thovar
- 1986: José Luis Pinillos
- 1987: Juan José Linz
- 1988: Luis Díez del Corral e Luis Sánchez Agesta
- 1989: Enrique Fuentes Quintana
- 1990: Rodrigo Uría González
- 1991: Miguel Artola Gallego
- 1992: Juan Velarde Fuertes
- 1993: Silvio Zavala
- 1994: Aurelio Menéndez Menéndez
- 1995: Joaquim Veríssimo Serrão e Miquel Battlori I Munné
- 1996: John Huxtable Elliott
- 1997: Martín de Riquer Morera
- 1998: Jacques Santer e Pierre Werner
- 1999: Raymond Carr
- 2000: Carlo Maria Martini
- 2001: Juan Iglesias Santos e El Colegio de México
- 2002: Anthony Giddens[5]
- 2003: Jürgen Habermas
- 2004: Paul Krugman
- 2005: Giovanni Sartori
- 2006: Mary Robinson
- 2007: Ralf Dahrendorf
- 2008: Tzvetan Todorov
- 2009: David Attenborough
- 2010: Equipa arqueológica dos guerreiros de Xian
- 2011: Howard Gardner [6]
- 2012: Martha Nussbaum
- 2013: Saskia Sassen
- 2014: Joseph Pérez
- 2015: Esther Duflo
- 2016: Mary Beard
- 2017: Karen Armstrong
- 2018: Michael Sandel
- 2019: Alejandro Portes
- 2020: Dani Rodrik
- 2021: Amartya Sen
- 2022: Eduardo Matos Moctezuma
- 2023: Hélène Carrère d'Encausse
- 2024: Michael Ignatieff
- 2025: Douglas Massey

### Desporto
- 1987: Sebastian Coe
- 1988: Juan Antonio Samaranch
- 1989: Severiano Ballesteros
- 1990: Sito Pons
- 1991: Sergei Bubka
- 1992: Miguel Induráin
- 1993: Javier Sotomayor
- 1994: Martina Navratilova
- 1995: Hassiba Boulmerka
- 1996: Carl Lewis
- 1997: Equipa espanhola da Maratona
- 1998: Arantxa Sánchez Vicario
- 1999: Steffi Graf
- 2000: Lance Armstrong
- 2001: Manuel Estiarte
- 2002: Seleção Brasileira de Futebol
- 2003: Tour de France
- 2004: Hicham El Guerrouj
- 2005: Fernando Alonso
- 2006: Selecção Espanhola de Basquetebol
- 2007: Michael Schumacher
- 2008: Rafael Nadal
- 2009: Yelena Isinbayeva
- 2010: Seleção Espanhola de Futebol
- 2011: Haile Gebrselassie
- 2012: Iker Casillas e Xavi Hernández
- 2013: José María Olazábal
- 2014: Maratona de Nova Iorque
- 2015: Pau e Marc Gasol
- 2016: Javier Gómez Noya
- 2017: Seleção Neozelandesa de Rugby Union
- 2018: Reinhold Messner e Krzysztof Wielicki
- 2019: Lindsey Vonn
- 2020: Carlos Sainz
- 2021: Teresa Perales
- 2022: Equipe olímpica de refugiados
- 2023: Eliud Kipchoge
- 2024: Carolina Marín
- 2025: Serena Williams

### Investigação Científica e Técnica
- 1981: Alberto Sols
- 1982: Manuel Ballester Boix
- 1983: Luis Santaló
- 1984: Antonio García Bellido
- 1985: Emilio Rosenblueth e David Vázquez Martínez
- 1986: Antonio González González
- 1987: Pablo Rudomín e Jacinto Convit
- 1988: Manuel Cardona e Marcos Moshinsky
- 1989: Guido Münch
- 1990: Salvador Moncada e Santiago Grisolía
- 1991: Francisco Bolívar Zapata
- 1992: Federico García Moliner
- 1993: Amable Liñán
- 1994: Manuel Elkin Patarroyo
- 1995: Manuel Losada Villasante e o Instituto Nacional de Biodiversidad de Costa Rica
- 1996: Valentín Fuster
- 1997: Equipa de Investigação de Atapuerca
- 1998: Emilio Méndez Pérez e Pedro Miguel Etxenike Landiríbar
- 1999: Ricardo Miledi e Enrique Moreno González
- 2000: Luc Montagnier e Robert Gallo
- 2001: Craig Venter, John Sulston, Hamilton Smith, Francis Collins e Jean Weissenbach
- 2002: Robert Kahn, Vinton Cerf, Tim Berners-Lee e Lawrence Roberts
- 2003: Jane Goodall
- 2004: Judah Folkman, Anthony Rex Hunter, Joan Massagué Solé, Bert Vogelstein e Robert Weinberg
- 2005: António Damásio
- 2006: Juan Ignacio Cirac Sasturain
- 2007: Ginés Morata e Peter Lawrence
- 2008: Sumio Iijima, Shuji Nakamura, Robert Langer, George Whitesides e Tobin Marks
- 2009: Martin Cooper e Raymond Tomlinson
- 2010: David Julius, Linda Watkins e Baruch Minke
- 2011: Joseph Altman, Arturo Álvarez-Buylla e Giacomo Rizzolatti
- 2012: Gregory Winter e Richard Lerner
- 2013: Peter Higgs, François Englert e CERN
- 2014: Avelino Corma, Mark E. Davis e Galen D. Stucky
- 2015: Emmanuelle Charpentier e Jennifer Doudna
- 2016: Hugh Herr
- 2017: Rainer Weiss, Kip Thorne, Barry Barish e LIGO Scientific Collaboration
- 2018: Svante Pääbo
- 2019: Joanne Chory e Sandra Myrna Díaz
- 2020: Yves Meyer, Ingrid Daubechies, Terence Tao e Emmanuel Candès
- 2021: Katalin Karikó, Drew Weissman, Philip Felgner, Uğur Şahin, Özlem Türeci, Derrick Rossi e Sarah Gilbert
- 2022: Geoffrey Hinton, Yann LeCun, Yoshua Bengio e Demis Hassabis
- 2023: Jeffrey Gordon, Peter Greenberg e Bonnie Bassler
- 2024: Daniel J. Drucker, Jeffrey M. Friedman, Joel F. Habener, Jens Juul Holst e Svetlana Mojsov
- 2025: Mary-Claire King

### Concórdia
- 1986: Vicaría de la Solidaridad do Chile
- 1987: Villa El Salvador do Peru
- 1988: International Union for Conservation of Nature and Natural Resources e World Wild Fund for Nature
- 1989: Stephen Hawking
- 1990: Comunidades Sefarditas
- 1991: Medicus Mundi e Médecins Sans Frontières
- 1992: American Foundation for AIDS Research (AMFAR)
- 1993: Coordenadora Gesto por la Paz no País Basco
- 1994: Save the Children, National Movement of Street Children e Messengers of Peace
- 1995: Hussein I, rei da Jordânia
- 1996: Adolfo Suárez
- 1997: Yehudi Menuhin e Mstislav Rostropovich
- 1998: Nicolás Castellanos, Vicente Ferrer, Joaquín Sanz Gadea e Muhammad Yunus
- 1999: Caritas Espanhola
- 2000: Real Academia Española e Asociación de Academias de la Lengua Española
- 2001: World Network of Biosphere Reserves
- 2002: Daniel Barenboim e Edward Said
- 2003: J. K. Rowling
- 2004: Caminho de Santiago
- 2005: Filhas da Caridade de São Vicente de Paulo
- 2006: UNICEF
- 2007: Museu Yad Vashem
- 2008: Ingrid Betancourt
- 2009: Cidade de Berlim, no 20.º aniversário da queda do Muro de Berlim
- 2010: Manos Unidas
- 2011: Fukushima 50
- 2012: Federação Espanhola de Bancos de Alimentos
- 2013: ONCE Organización Nacional de Ciegos de España
- 2014: Caddy Adzuba
- 2015: Orden Hospitalaria de San Juan de Dios
- 2016: Aldeias de Crianças SOS
- 2017: União Europeia
- 2018: Sylvia Earle
- 2019: Cidade de Gdansk
- 2020: Trabalhadores sanitários na primeira linha contra COVID-19
- 2021: José Andrés e World Central Kitchen
- 2022: Shigeru Ban
- 2023: Mary's Meals
- 2024: Magnum Photos